# Милан Гаїч (футболіст, 1986)
Милан Гаїч (серб. Milan Gajić, нар. 17 листопада 1986, Крушевац) — сербський футболіст, півзахисник клубу «Вадуц».

## Ігрова кар'єра
У дорослому футболі дебютував 2003 року виступами за команду «Напредак» з рідного міста Крушевац, в якій провів п'ять сезонів, взявши участь у 51 матчі чемпіонату. У 2007 році також недовго грав за португальську «Боавішту»
2008 року відправився до Швейцарії, де наступний сезон провів у «Люцерні», після чого перейшов у «Цюрих», в якому з невеликою перервою на оренду в «Грассгоппер» виступав до 2013 року.
Влітку 2013 року приєднався до клубу «Янг Бойз». Всього встиг відіграти за бернську команду 90 матчів в національному чемпіонаті.
На початку липня 2017 року перейшов у ліхтенштейнський «Вадуц», що виступав у другому швейцарському дивізіоні.

## Титули і досягнення
- Володар Кубка Ліхтенштейну (4):

«Вадуц»: 2017-18, 2018-19, 2021-22, 2022-23